# 195 pr. n. št.

## Dogodki
- Etolci povabijo sirskega cesarja Antioha III. v Grčijo.

## Rojstva
- Mitridat I. Partski, veliki kralj Partskega cesarstva († 138 pr. n. št.)